# 阿依人
阿依人（西班牙語：Cofan），是厄瓜多尔东北部苏昆比奥斯省以及哥伦比亚南部亚马孙雨林中居住的土著居民。他们生活在Guamués河（普图马约河支流）以及阿瓜里科河之间。2010年的调查显示他们的人口总数约为2100多人。而在16世纪中叶西班牙人入侵时，阿依人则约有1万5千余人，仍有一些考古遗址。
阿依人使用的的语言是阿依语。阿依语曾被认为是奇布查语系的一员，但现在一般认为它是一门孤立语言。
20世纪下半叶以来，由于石油开采，厄瓜多尔的阿依人的传统居住地、居民健康和社会稳定性都遭受了沉重的打击。通过部落成员的不懈努力，它们获得了厄瓜多尔政府的支持，划定了传统捕猎区。主要的村落包括Sinangué, Dovuno, Dureno以及Zábalo，Zábalo社区拥有较为广阔的领地。

## 历史

### 西班牙殖民前

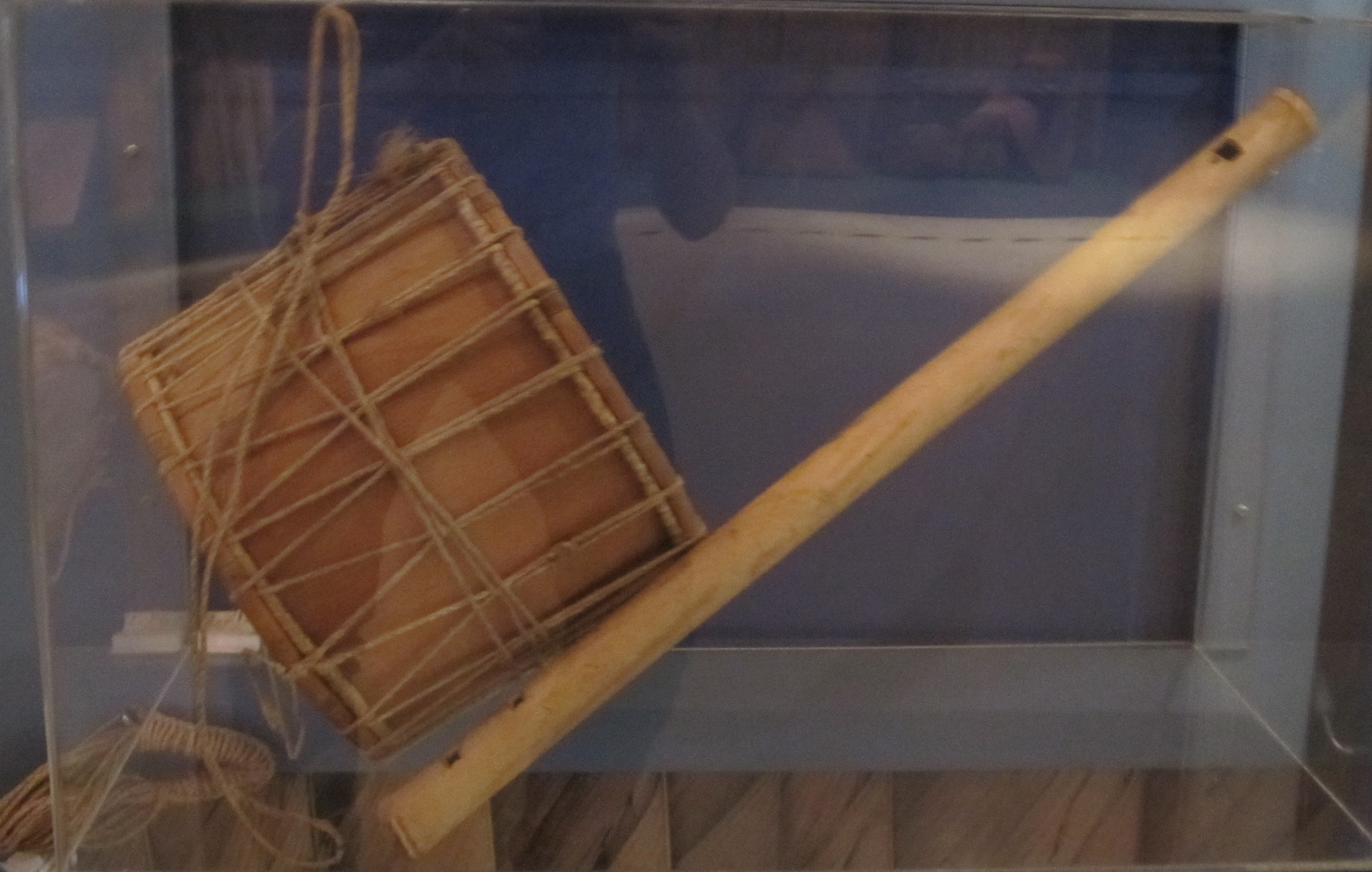
阿依乐器

阿依人在西班牙人到来之前长期在今厄瓜多尔和哥伦比亚地区居住。

### 西班牙殖民史
西班牙人入侵以来，阿依人竭力捍卫着自己的领地，曾摧毁了西班牙殖民城镇Mocoa。耶稣会会士拉斐尔·费雷尔神父曾于1602年和阿依人有所接触。此后阿依人和外界间或有着土地、贸易、宗教方面的往来。欧洲人带来的疾病使得阿依人的人口急剧下降。

### 后殖民时代
在19世纪和20世纪初，亚马孙橡胶热时期，阿依人和外部的接触有所增加，尤其是传教士。 麻疹、 疟疾和 结核病 使阿依人的人口降至不超过350人；在与外界接触前，阿依人曾有1万5千到2万人。